# Tchikapika
Tchikapika est le nom d’un district et d’un village du département de la Cuvette en République du Congo. Le district se situe sur la rive gauche de l'Alima, à une trentaine de kilomètres en aval d'Oyo, à laquelle elle est également reliée par une piste.